# Naoki Hayashi (Fußballspieler)
Naoki Hayashi (japanisch 林 尚輝 Hayashi Naoki; * 9. Juni 1998 in der Präfektur Osaka) ist ein japanischer Fußballspieler.

## Karriere
Naoki Hayashi erlernte das Fußballspielen in der Schulmannschaft der Rissho University Shonan High School sowie in der Universitätsmannschaft der Osaka University of H&SS. Seinen ersten Profivertrag unterschrieb er am 1. Februar 2021 bei den Kashima Antlers. Der Verein aus Kashima, einer Stadt in der Präfektur Ibaraki, spielte in der ersten japanischen Liga. Sein Erstligadebüt gab Naoki Hayashi am 20. Juni 2021 (18. Spieltag) im Heimspiel gegen Vegalta Sendai. Hier wurde er in der 86. Minute für Tomoya Inukai eingewechselt. Das Spiel endete 1:1. Von 2021 bis 2022 stand er für die Antlers siebenmal in der Liga auf dem Spielfeld. Zu Beginn der Saison 2023 wechselte er im Februar 2023 auf Leihbasis zum Zweitligisten Tokyo Verdy. Am Ende der Saison 2023 wurde er mit Verdy Tabellendritter. In den Aufstiegsspielen konnte man sich durchsetzen und stieg in die erste Liga auf. Nach insgesamt 54 Ligaspielen wurde er von Verdy nach der Ausleihe im Februar 2025 fest unter Vertrag genommen.